# Glaresis carthagensis
Glaresis carthagensis es una especie de coleóptero de la familia Glaresidae.

## Distribución geográfica
Habita en Túnez.